# Woodlawn (Illinois)
Woodlawn – wieś w Stanach Zjednoczonych, w stanie Illinois, w hrabstwie Jefferson.